# Adalbert Kassai
Adalbert Kassai (n. 1951, Sânmartin, Bihor) este un economist, jucător de fotbal retras, fost secretar general al Federației Române de Fotbal. Este membru al Grupului de experți pentru etică și fair play al UEFA.
Cariera de fotbalist o începe în 1966 la echipa Crișul Oradea, aflată în acel moment în divizia A. Începând cu anul 1970 până în 1972 evoluează la echipa Progresul București, între 1972-1973 la FC Argeș, între 1973-1977 la Sportul Studențesc, iar din 1977 până în 1978 joacă la Corvinul Hunedoara. Înainte de a se retrage din activitatea de jucător, în 1980, a evoluat 3 ani la echipa Jiul Petroșani. În întreaga activitate de jucător a înregistrat 192 de prezențe în divizia A și a participat cu Sportul Studențesc la Cupa Balcanică intercluburi.
Se reîntoarce în fotbal după în 1990, dar ca secretar general al FRF, prelungindu-și mandatul până în 2014. Ca secretar al FRF, prin activitatea administrativă depusă, a contribuit la reușitele echipei naționale a României la campionatele mondiale.
În martie 2008 a fost decorat cu Ordinul „Meritul Sportiv” clasa a III-a, pentru rezultatele obținute în preliminariile Campionatului European și pentru calificarea la turneul final.